# Julian Andrzej Ledóchowski
Julian Antoni Jan Andrzej Halka-Ledóchowski (ur. 13 lutego 1820 roku w Górkach, zm. 1859 w Dreźnie) – hrabia, polski ziemianin.
Radca dyrekcji głównej Towarzystwa Kredytowego Ziemskiego w Warszawie. Autor broszurki o korzyściach płynących z uwłaszczenia chłopów przez wykup. Właściciel dóbr klimontowskich od 1842 roku. Członek Towarzystwa Rolniczego w Królestwie Polskim w 1858 roku. W połowie XIX wieku rozpoczął rozbudowę rezydencji w Górkach. Na starym pałacu zbudowanym przez jeszcze prawdopodobnie przez Jana Zbigniewa Ossolińskiego wzniósł drugie piętro. Budowy nie ukończył z powodu przedwczesnej śmierci. Autorem projektu przebudowy był architekt Henryk Marconi. Obok pałacu założył park w stylu angielskim z rzeźbami, romantycznymi grotami i mostkami. Odrestaurował również kolegiatę, której był kolatorem. Po jego śmierci dobra klimontowskie pozostały jako dożywocie w rękach jego żony Karoliny z Hulewiczów.